# Nécropole nationale de Montceaux-lès-Provins
La nécropole nationale de Montceaux-lès-Provins est un cimetière militaire français de la Première Guerre mondiale, situé sur le territoire de la commune de Montceaux-lès-Provins, dans le département de Seine-et-Marne.

## Caractéristiques
Abritant 68 tombes individuelles et 155 corps répartis dans deux ossuaires, cette nécropole est issue du regroupement de corps exhumés aux environs de Montceaux et au cimetière communal, dans une première phase entre 1920 et 1924, puis en 1934.

## Photographies

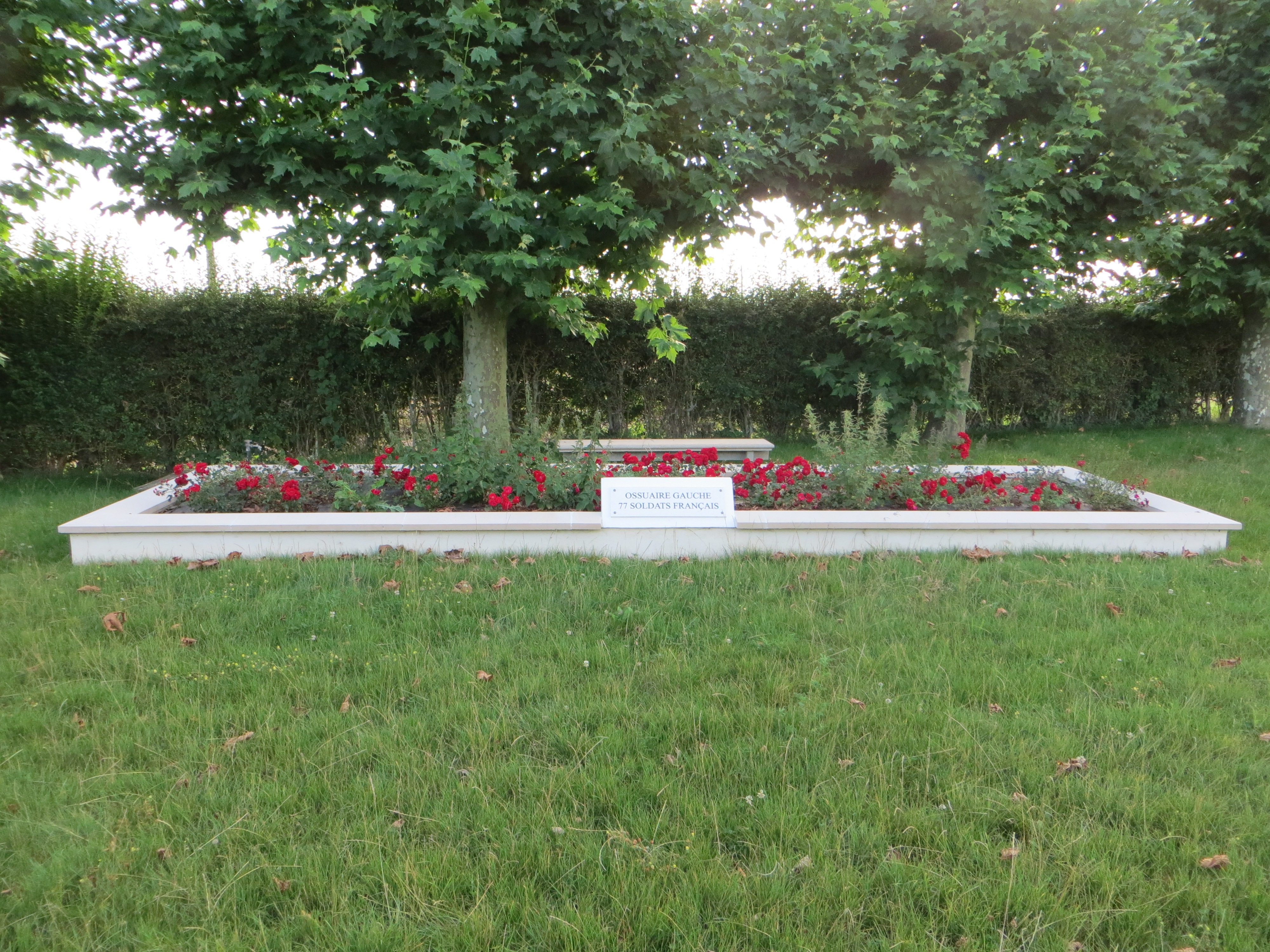
Ossuaire gauche, 77 Français
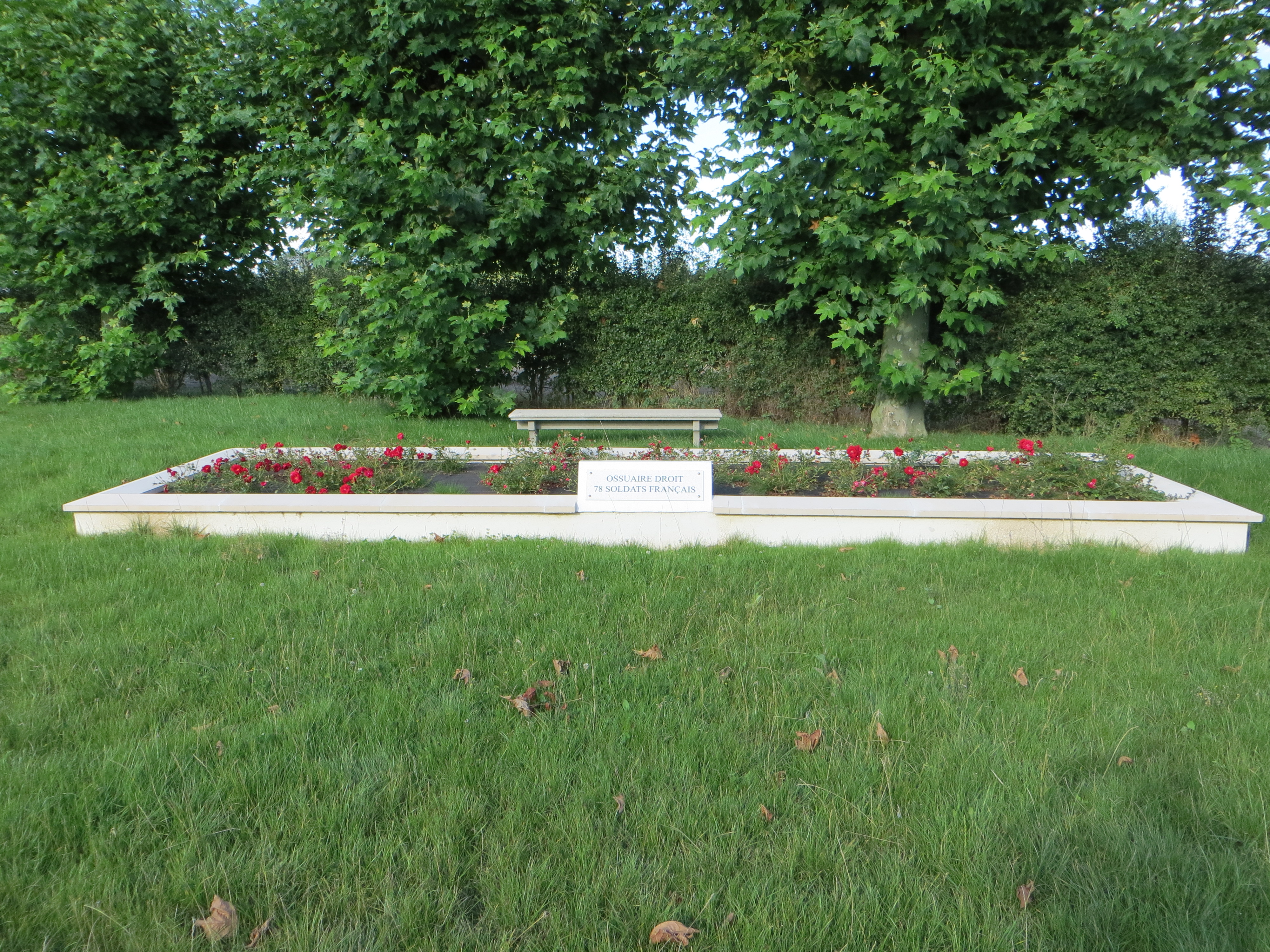
Ossuaire droit, 78 Français
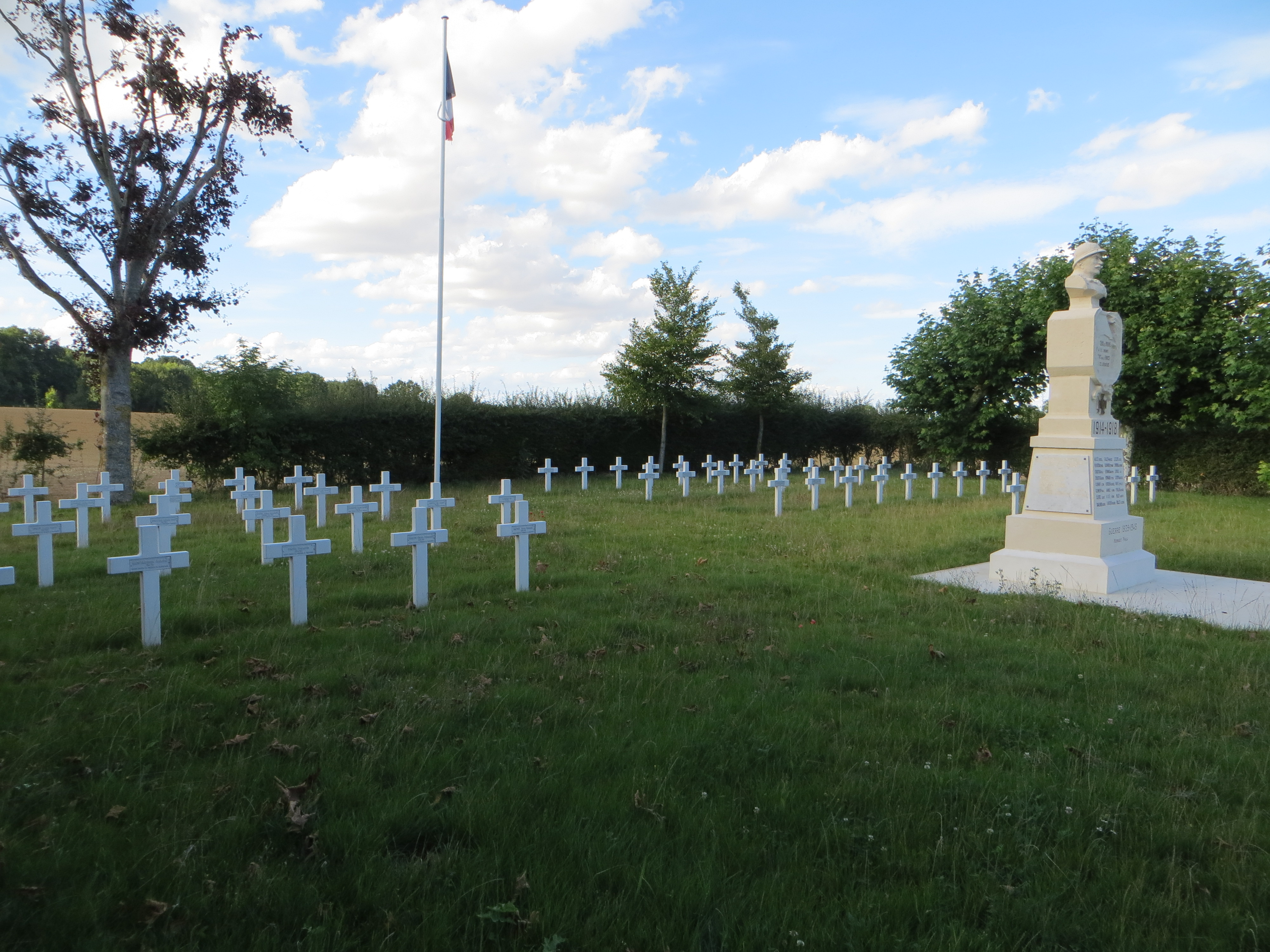
Vue des alignements de tombes